# 4588 Wislicenus
4588 Wislicenus (1931 EE) là một tiểu hành tinh vành đai chính được phát hiện ngày 13 tháng 3 năm 1931 bởi Max Wolf ở Heidelberg.